# Glenea discoantefasciata
Glenea discoantefasciata là một loài bọ cánh cứng trong họ Cerambycidae.